# Petit Vampire
Pour la série animée, voir Petit Vampire (série télévisée). Pour le film d’animation, voir Petit Vampire (film).
Pour les livres d'Angela Sommer-Bodenburg, voir Le Petit Vampire.
Petit Vampire est une série de bande dessinée écrite et dessinée par Joann Sfar, publiée chez Delcourt de 1999 à 2005, puis chez Rue de Sèvres de 2017 à 2019 avec la collaboration de Sandrina Jardel pour le scénario. Petit Vampire comporte également des nouvelles et des romans, et a connu des adaptations à la télévision et au cinéma.

## Synopsis
Michel, un orphelin élevé par deux grands-parents fantaisistes, découvre un jour que ses devoirs se font sans lui pendant la nuit. Il glisse alors dans son cahier un mot adressé à son mystérieux assistant : « Merci pour les exercices, qui es-tu ? ». La réponse : « Je suis un vampire ». Une correspondance s'engagera entre les deux petits garçons, et Michel ne tardera pas à se faire beaucoup d'amis parmi les vampires et autres créatures étranges…

## Personnages
- Michel Douffon : le meilleur ami de Petit Vampire, un humain qui vient jouer avec lui la nuit ;
- Petit Vampire : Fernand de son vrai nom ; c'est le fils de Pandora ;
- Sandrina : la camarade de classe de Michel dont il est amoureux ;
- Fantomate : un chien rose, qui vole ; dans le dessin animé, il a un accent marseillais ;
- Marguerite : une sorte de créature de Frankenstein débile car dépourvu de cerveau, sa voix est très enfantine… il adore manger du caca…
- Mme Pandora : morte par amour pour le Capitaine ; c'est la mère de Petit Vampire ;
- Le Capitaine des morts : c'était le capitaine du Hollandais Volant ; il a la manie récurrente de parler tout seul et écrit un opéra;
- Ophtalmo: a trois yeux ; il fait toujours d'étranges expériences ; dans le dessin animé, il a un léger accent « afro-antillais » ;
- Claude : un crocodile radioactif violent ; dans le dessin animé, il a l'accent ch'ti ; il est tout aussi « débile » que Marguerite ;
- Les grands parents de Michel : ils sont tous les deux de confession juive ; le grand-père est rabbin et, contrairement à la grand-mère, est au courant du fait que Petit Vampire soit un vampire ;
- Geoffroy : l'ennemi de classe de Michel.

## Livres

### Première série (1999–2005)
Scénario et dessin de Joann Sfar, couleurs de Walter, Delcourt.
1. Petit Vampire va à l'école (1999)[1]
2. Petit Vampire fait du kung fu (2000)
3. Petit Vampire et la Société protectrice des chiens (2001)
4. Petit Vampire et la Maison qui avait l'air normale (2002)
5. Petit Vampire et la Soupe de caca (2003) 
 Prix jeunesse 7–8 ans au festival d'Angoulême 2004
6. Petit Vampire et les Pères Noël verts (2004)
7. Petit Vampire et le Rêve de Tokyo, (2005)

Autres éditions
- 4 histoires de Petit Vampire (2005) 
 Recueil contenant les tomes 1, 2, 4 et 6 publié à l’occasion du 20e anniversaire des éditions Delcourt.
- Petit Vampire va à l'école et Petit Vampire fait du kung fu (2005) 
 Mini-albums édités en 250 000 exemplaires par Delcourt et distribués par la chaîne de restauration rapide Quick à la suite de la diffusion de la série animée.

### Deuxième série (2017–2019)
Scénario de Joann Sfar et Sandrina Jardel, dessins de Joann Sfar, couleurs de Brigitte Findakly, Rue de Sèvres.
1. Le Serment des pirates (2017)
2. La Maison de la terreur qui fait peur (2018)
3. On ne joue pas avec la vie (2019)

### Troisième série (2025–)
Les Nouvelles aventures de Petit Vampire, d’après Joann Sfar, scénarios de Laurent Rivelaygue et Pauline Pinson, dessins de Sess, couleurs de Clémence Sapin, Rue de Sèvres.
1. La Grosse bêtise de Marguerite (2025)
2. Les vacances d'Albert (2025)

### Nouvelles
Recueils de nouvelles écrites par Joann Sfar et Sandrina Jardel, adaptées d’épisodes de la série animée, illustrations de Joann Sfar, Delcourt.
1. Victime de la mode (2004) 
 Contient les nouvelles Victime de la mode, La Nuit des vendanges et Chez Claude.
2. Docteur Marguerite (2004) 
 Contient les nouvelles L’Œil du Cyclope, Docteur Marguerite et Le Régime de Tonton Tepesh.
3. La Pêche à la tomate (2006) 
 Contient les nouvelles La Pêche à la tomate, Le Démon Ajazel et La Colonie trop mortelle.

### Romans
Écrits par Joann Sfar, L'École des loisirs.
1. Le Film d'horreur (2020)
2. Le Pouvoir du dragon (2020)
3. Le Château sans thé (2021)

## Adaptations

### Série d’animation
Petit Vampire est une série d'animation produite par France Animation. Elle compte 52 épisodes, diffusée en France sur France 3 à partir du 25 octobre 2004, sur Gulli et sur Boomerang.

### Film d'animation
Petit Vampire est un long-métrage d’animation sorti en 2020.

### Jeux
- Petit Vampire et le poisson est un jeu vidéo paru en 2000, développé par Pastaga.net.
- La maison hantée de Petit Vampire est un jeu de société paru en 2019 chez l’École des loisirs.
- Petit Vampire: Escape box est un jeu d'évasion paru en 2020 chez les livres du Dragon d'Or.